# Pamela (canción)
«Pamela» es una canción interpretada por la banda estadounidense Toto y escrita por David Paich y Joseph Williams. La compañía discográfica Columbia la publicó en febrero de 1988 como el primer sencillo en Estados Unidos; y el segundo en Europa de su séptimo álbum de estudio The Seventh One (1988). Alcanzó la posición número 22 en la lista Billboard Hot 100 convirtiéndose así en su último éxito en los Estados Unidos hasta la actualidad.